# 傑西卡·阿伯
傑西卡·黛安·阿伯（英語：Jessica Aber；1981年—2025年3月22日） 是一名美國律師，曾於2021年至2025年擔任美國弗吉尼亞州東區檢控官。她因起訴涉及有組織犯罪和國家安全等備受矚目的案件而聞名，她於2025年3月22日去世，享年43歲。 

## 早年經歷
她1981年出生於加利福尼亞州核桃溪，2003年以優異成績於里士滿大學畢業，獲授文學學士學位。2006 年她於威廉瑪麗法學院獲授法學博士學位。

## 從業
在擔任弗吉尼亞州東區地方法官M. Hannah Lauck的書記員（2006～2007年）之後，她又於McGuireWoods擔任助理，後於2009年加入弗吉尼亞州東區的美國檢控官辦公室，任美國助理檢察官。後她擔任美國司法部刑事司助理檢察長的法律顧問（2015～2016年）和弗吉尼亞州東區刑事司副司長（2016～2021年）。 

### 弗吉尼亞州東區的聯邦檢控官
阿伯於2021年8月獲得時拜登總統提名，10月5日經參議院批准，10月12日正式宣誓成為聯邦檢控官。 她在任期間審理過幾起著名案件，包括以多起謀殺指控起訴一名MS-13頭目，以經營非法加密貨幣交易所罪名起訴多名俄羅斯國民，針對多名俄羅斯士兵在烏克蘭的行動而歷史性地提出戰爭罪指控，並對泄露機密信息的一名前中央情報局分析師做出定罪。 
總統過渡期結束後，阿伯於2025年1月20日辭任該職。 

## 身故
阿伯於2025年3月22日，在弗吉尼亞州亞歷山被發現死亡，享年43歲。 其家人朋友聲稱「相信她是因為長期健康問題而導致死亡」。  當局並未第一時間宣告正式的死因結論。  

## 外部鏈接
- 参议院司法委员会调查问卷（公開）
- C-SPAN內的頁面（英文）

| 司法职务                                      | 司法职务                              | 司法职务                        |
| --------------------------------------------- | ------------------------------------- | ------------------------------- |
| 前任者： G·扎卡里·特威利格 拉傑·帕雷克 (代理) | 弗吉尼亞州東區聯邦檢控官 2021～2025年 | 繼任者： 艾瑞克·S·西伯特 (代理) |